# Denise Johns
Denise Johns (Ettelbruck, Luxemburgo, 9 de diciembre de 1978) es una jugadora profesional de voleibol de playa. Nació en Luxemburgo, creció en Estados Unidos, pero compite por Gran Bretaña.

## Primeros años
Johns nació el 9 de diciembre de 1978 en Ettelbruck en Luxemburgo. Su padre, Martin Johns, es inglés, y tiene una hermana. Su familia se mudó de Luxemburgo a Ohio cuando ella tenía 4 años. Creció en Copley, Ohio, y comenzó a jugar voleibol a la edad de 10 años. Asistió a Copley High School, donde se destacó en natación, atletismo y voleibol.
Obtuvo una licenciatura en arquitectura de la Universidad de Cincinnati, donde se concentró en el remo en lugar del voleibol.
Se graduó en 2002 y se mudó a Atlanta, donde jugó voleibol de playa amateur en la costa este de Estados Unidos. Después del éxito en esos torneos, se mudó a San Diego, California, donde jugó en la gira AVP durante cuatro años.

## Carrera
Comenzó a jugar en el AVP Tour en 2003 y, con Jenelle Koester, ganó el Campeonato Nacional AVPNext de 2003. En 2005, ella y Alicia Polzin derrotaron a los equipos segundo y tercero clasificados en la gira en el mismo torneo.
Ha competido en 42 torneos AVP, 6 torneos FIVB y 22 otros torneos. Ocupó el puesto 12 en el AVP después de 2006. Obtuvo el primer lugar en el Weymouth Classic en 2006, el 4° lugar en el Desafío FIVB de Argentina en 2005, el 2° lugar en México en 2005 y el 1° lugar en el AVP Next Championships en 2003. 
Su actual compañera de equipo de voleibol es Lucy Boulton. Actualmente entrena en la sede de voleibol del Reino Unido en TeamBath en la Universidad de Bath, Reino Unido.
Denise se ha ofrecido como voluntaria para Premiership 4 Sport, fue entrenadora de la iniciativa Volleyball England y también es embajadora de Go Spike.

## Vida personal
Johns vive en una cabaña de 175 años en Midsomer Norton, Somerset, con su esposo, Jody Gooding, también miembro del equipo de Gran Bretaña. Todavía trabaja como arquitecta además de su voleibol. Johns y Gooding se casaron el 4 de septiembre de 2011 en una ceremonia celebrada en la playa de Folly Beach, Carolina del Sur.